# Santo Janni
Santo Janni è un monte di 1.100 metri s.l.m. ricadente nell'area dei comuni di San Pietro in Guarano e di Lappano  nella provincia di Cosenza a pochi chilometri della Sila.